# Химна Египта
Државна химна Египта носи назив „Домовина, домовина домовина” (арап. بلادي بلادي بلادي). Мелодију је компоновао Сајед Дервиш (1892 - 1923), а она је прихваћена 1979. године. Ова химна заменила је претходну Walla Zaman Ya Selahy.

## Текст
| Арапски оригинал | Транскрипција | Српски превод |
| --- | --- | --- |
| بلادي بلادي بلادي لك حبي وفؤادي بلادي بلادي بلادي لك حبي وفؤادي مصر يا أم البلاد أنت غايتي والمراد وعلى كل العباد كم لنيلك من أيادي مصر أنت اغلى درة فوق جبين الدهر غرة يا بلادي عيشي حرة واسلمي رغم الأعادي مصر أولادك كرام أوفياء يرعوا الزمام نحن حرب وسلام و فداكي يا بلادي | ::Рефрен: Bilady Bilady Bilady Laki ḥubbī wa-fu’ādī Bilady Bilady Bilady Laki ḥubbī wa-fu’ādī Miṣr yā umm al-bilad Anti ghāyatī wal-murād Wa-‘alá kull al-‘ibād Kam li-Nīlik min āyād Рефрен Miṣr anti aghlá durrah Fawqa gabīn ad-dahr ghurrah Yā bilādī ‘ayshī ḥurrah Wa-aslamī raghm al-a‘ādī Рефрен Miṣr awlādik kirām Awfiyā’ yar‘ū az-zimām Naḥnu ḥarbun wa-salām Wa-fidākī yā bilady. Рефрен | Рефрен Домовино моја, домовино моја, домовино моја, Имаш моју љубав и моје срце. Домовино моја, домовино моја, домовино моја, Имаш моју љубав и моје срце. Египте! О мајко свих земаља, ти си моја нада и моја амбиција, И за сав твој народ Твој Нил има безбројне дарове Рефрен Египте, ти највреднији бисеру! Блештави зрак светлости! О домовино моја, буди вечно слободна, Безбедна од свих непријатеља! Рефрен Египте, племенита су деца твоја. Верни су чувари твојих територија. Били ми у рату или миру, жртвоваћемо се за тебе, земљо наша! Рефрен |

## Историја
Текст је саставио Мухамед Јунис ел Кади, а Сајед Дервиш је компоновао музику и одржао блиску сарадњу са претходним вођама националног покрета за независност Египта, попут Мустафе Камил-паше. Заправо, рефрен химне потиче из једног од Камилових најпознатијих говора.
Прва египатска државна химна потиче још из 1869. године, када је у част владара компонована краљевска химна. Није познато колико је ова химна била у употреби. Иако је монархија свргнута 1952, химна је коришћена као део химне Уједињене Арапске Републике 1958. године.